# Faustino Pérez-Manglano Magro

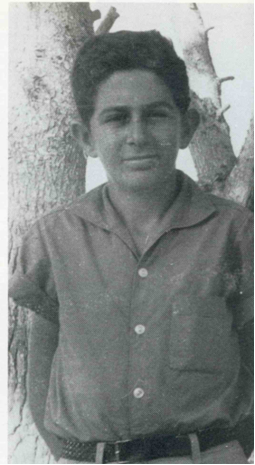
Faustino Pérez-Manglano Magro (1946-1963)

Faustino Pérez-Manglano Magro (Valencia, 4 agosto 1946 – Valencia, 3 marzo 1963), fu un alunno dei religiosi marianisti, dichiarato venerabile dal papa Benedetto XVI, il 14 gennaio 2011.

## Biografia
La vita di Faustino si svolge nel breve arco di meno di 17 anni. È il primogenito in una famiglia di quattro figli; suo padre è ginecologo. Viene battezzato il 25 agosto 1946 nella parrocchia di Santo Stefano a Valencia. Nell'ottobre 1952 entra nel collegio di Nostra Signora del Pilar dei religiosi marianisti, dove rimarrà dalla prima elementare alla morte. Il 4 luglio 1954, a otto anni, riceve la prima comunione, e il 20 maggio 1955, nella cappella del Pilar, il sacramento della confermazione.
Nell'anno 1956-1957, diviene membro della Crociata eucaristica e promette alla Vergine la recita quotidiana del rosario. Nel 1957, a undici anni, conosce padre José María Salaverri, marianista e direttore del collegio che diviene suo direttore spirituale. Nel 1959 fa i suoi primi esercizi spirituali e decide di cambiare totalmente la sua vita. Il 14 settembre, di sua iniziativa, comincia a redigere il diario. In ottobre 1960 partecipa di nuovo agli esercizi spirituali, durante i quali, il 22 ottobre, sente la chiamata di Dio alla vita religiosa marianista. In questo periodo visita i poveri e insegna il catechismo.
Il 29 novembre 1960 Faustino si ammala; non partecipa alle attività del collegio. In febbraio 1961 è confermata la diagnosi iniziale: la malattia di Hodgkin che sarà la causa della sua morte tre anni dopo.

## Personalità
Faustino è un giovane pieno di vita, esuberante, simpatico, sempre allegro. Si entusiasma nel gioco e nello sport, ama i campeggi e il contatto con la natura. È un tifoso del Valencia Club de Fútbol e menziona i suoi risultati nel suo diario, in mezzo a pensieri spirituali. Per esempio, il 26 ottobre 1960, scrive: “Ho fatto la comunione durante la prima ricreazione. È stupendo: per la Giornata Missionaria il Collegio ha raccolto più di 100.000 pesetas. Ho parlato per dieci minuti con Gesù. Ho recitato il rosario. Che peccato ! La Spagna ha perso a Londra per 4 a 2 contro l'Inghilterra. Autori delle reti spagnole: Suárez e Del Sol.”

## Vita spirituale
Nel suo diario si trovano simpaticamente accostati i risultati sportivi, i giochi nel cortile, gli avvenimenti scolastici, gli spettacoli televisivi, l'ora della recita del rosario, come le piccole mancanze o qualche litigio in famiglia. Si nota una profonda unità umana e spirituale. Parla con la stessa naturalezza e semplicità con la Madonna, con Gesù o con gli amici o i genitori. La sua fede fa pienamente parte della sua vita, e la sua vita si inserisce nella sua fede personale.
Vive di maniera eccezionale il periodo della malattia, offrendo le sue sofferenze, sopportandole con immenso coraggio. Scrive, il 21 febbraio 1961: “Alle 10 mi sono svegliato dolorante. Ho scritto fino alle 12. Continuavo a soffrire. Alle due ci recammo all'aeroporto per prendere un po' d'aria. Rientrato a casa, mi ha preso un dolore terribile e alle 7 Pura mi ha fatto un'iniezione; e con questa sono 55…!”. Malgrado questo, continua a dedicarsi allo studio.
Il suo segreto è la sua vita interiore. Vive una vita profonda di unione con Cristo.